# تحفة يانسون
تحفة يانسون (بالسويدية: Janssons frestelse (التلفظ السويدي: ‎[ˈjɑ̌ːnsɔns ˈfrɛ̂sːtɛlsɛ]‏)) وهو طبق سويدي تقليدي يتكون من البطاطس والبصل والإسبرط المخمَّر والبقسماط والقشدة. عادة ما يتم تقديمه في وليمة "julbord" السويدية (بوفيهعيد الميلاد)،  وعيد الفصح påskbuffé، وهي أخف من وليمة "julbord" التقليدية. يعد هذا الطبق شائعاً في فنلندا كما هو في السويد؛ حيث يُعرف باسم janssoninkiusaus.

## طريقة التحضير

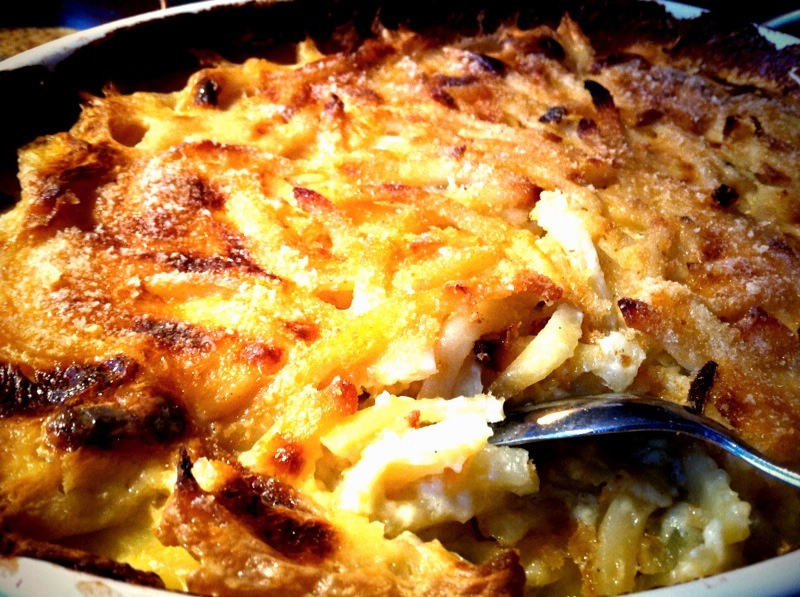
عرض عن قرب لطبق فريستيلس Janssons

تُقطع البطاطس أولاً إلى شرائح رفيعة وتوضع في صينية تحمير، وعلى شكل طبقات؛ يوضع الإسبرط وبعض البصل المقطّع بينهما. ثانياً، يوضع الملح والفلفل فوق كل طبقة، ثم تضاف الكريمة بحيث تكاد تملأ القالب. وأخيراً، يتم خبزه في الفرن بدرجة حرارة 200 °م (392 °ف) لمدة ساعة واحدة تقريبًا. 
كثيراً ما يتم ترجمة الوصفة إلى اللغة الإنجليزية بشكل خاطئ، حيث يتم استبدال سمك الأنشوجة "anchovies" بالإسبرط؛ وذلك لأن سمك الإسبرط (Sprattus sprattus) المخمَّر مع السكر والملح وبعض التوابل عُرف في السويد باسم ansjovis منذ منتصف القرن التاسع عشر، بينما يباع سمك الأنشوجة الحقيقي (Engraulis encrasicolus) في السويد على أنه سارديلر (سارديلر). ومن الجدير بالذكر أنه يمكن استخدام "الرنجة الصغيرة" (Clupea harengus) كاسم بديل لـ "سمك الإسبرط".

## الاسم والمنشأ
كثيراً ما يرتبط اسم الطبق بمغني الأوبرا (بير أدولف «بيلي» جانسون) (1844-1889)، حيث وصِف هذا المغني بالشَرِه في أكله. ومع ذلك، فإن هناك بعض الأقاويل  التي تنسب تأليف الاسم لجونار ستيجمارك (1910-2001) وتحديداً في مقالةٍ له بعنوان "Så var det med Janssons frestelse"، والتي ظهرت في المجلة الدورية Gastronomisk kalender. ووفقاً لما قاله ستيغمارك، فإنه تم استعارة الاسم من فيلم frestelse Janssons (1928) -والذي شارك فيه الممثل والمخرج السينمائي ادڤين ادولفسون- حيث أُطلق على الطبق بذلك الاسم من قبل كلٍ من والدة Stigmark والطباخة العاملة لديها، وذلك لمناسبة «عشاء مجتمع» معينة، ومن ثم انتشر الطبق إلى أسرٍ أخرى، وصولاً إلى كتب الطبخ في نهاية المطاف.

## وصلات خارجية
- الوصفة في ica.se